# 锡兰莓
锡兰莓（学名：Dovyalis hebecarpa）为大风子科木莓属下的一个种。